# Domaine de Buckley
Le domaine de Buckley est une ancienne plantation située à la périphérie ouest de la capitale Basseterre à Saint-Christophe-et-Niévès.

## Historique
En 1753, la plantation était la propriété de William Buckley. Sa seule fille et héritière, Jeannette, épousa Abednego Matthew (né en 1724), fils de William Mathew qui, en 1715, avait été nommé lieutenant général des Îles Sous-le-Vent. À partir de 1735, il fut capitaine général et commandant en chef. Lorsque Jeannette Mathew a hérité de la plantation de son père en 1754, son mari est devenu l'un des planteurs les plus riches de la région de Basseterre.
En 1817, lors de la création du premier registre des esclaves, les domaines de Mathew, gérés par Thomas Chambers, employaient 130 esclaves d’origines très diverses. Parmi eux, trente-sept Africains, pour la plupart des Ibo. Plusieurs étaient originaires du Congo et un petit nombre d'entre eux étaient Minna, Mucco, Bambara, Mandingo et Attam, tous originaires de la région de l'Afrique de l'Ouest, à savoir le Nigeria et le Niger. Matthew était l'un des rares planteurs à avoir encouragé les esclaves qui travaillaient pour lui à accepter le baptême. 
Dans les années 1850, George Buckley Matthew, qui était capitaine des Coldstream Guards, député d'Athlone et de Shaftesbury et également diplomate, était propriétaire de la propriété.
En janvier 1935, juste avant le début de la récolte, les travailleurs de Buckley demandèrent une augmentation de salaire. A cette époque, le domaine appartenait à Brownlow Henry Hamilton Mathew Lannowe. Son directeur, E.D.B Dobridge, a refusé d’examiner cette demande. Les ouvriers se sont mis en grève si bien qu'il y eut deux jours d'intense agitation, anéantis par une répression sanglante avec trois morts, neuf blessés et plusieurs personnes arrêtées. En 1938, le ministère des Colonies a dépêché une commission royale présidée par Lord Moyne pour enquêter sur les causes des troubles. Ses recommandations incluaient une refonte de l'économie des îles et l'introduction du suffrage universel.
En 1975, après de longues négociations avec les planteurs, le gouvernement a acquis les terres dans le but de sauver l'industrie sucrière de l'effondrement total. La cérémonie a eu lieu chez Buckley afin de transformer un lieu de tragédie en un lieu de victoire et de commémorer les vies perdues en 1935.